# Cincinnati Open 2016 - Qualificazioni singolare femminile
Le qualificazioni del singolare femminile del Cincinnati Open 2016 sono state un torneo di tennis preliminare per accedere alla fase finale della manifestazione. Le vincitrici dell'ultimo turno sono entrate di diritto nel tabellone principale. In caso di ritiro di una o più giocatrici aventi diritto a queste sono subentrati le lucky loser, ossia le giocatrici che hanno perso nell'ultimo turno ma che avevano una classifica più alta rispetto alle altre partecipanti che avevano comunque perso nel turno finale.

## Teste di serie
1. Misaki Doi (ultimo turno, Lucky loser)
2. Eugenie Bouchard (qualificata)
3. Tímea Babos (qualificata)
4. Annika Beck (qualificata)
5. Dar'ja Gavrilova (qualificata)
6. Jaroslava Švedova (primo turno)
7. Alizé Cornet (qualificata)
8. Zhang Shuai (qualificata)
9. Anastasija Sevastova (primo turno)
10. Danka Kovinić (primo turno)
11. Varvara Lepchenko (primo turno)
12. Monica Niculescu (primo turno)

1. Kirsten Flipkens (primo turno)
2. Kateryna Bondarenko (qualificata)
3. Zheng Saisai (qualificata)
4. Julia Görges (primo turno)
5. Wang Qiang (primo turno)
6. Camila Giorgi (primo turno)
7. Alison Riske (qualificata)
8. Johanna Larsson (ultimo turno, Lucky loser)
9. Viktorija Golubic (ultimo turno, Lucky loser)
10. Çağla Büyükakçay (primo turno)
11. Nao Hibino (primo turno)
12. Cvetana Pironkova (ultimo turno, Lucky loser)

## Qualificate
1. Varvara Flink
2. Eugenie Bouchard
3. Tímea Babos
4. Annika Beck
5. Dar'ja Gavrilova
6. Alison Riske

1. Alizé Cornet
2. Zhang Shuai
3. Zheng Saisai
4. Kateryna Bondarenko
5. Donna Vekić
6. Kurumi Nara

### Lucky loser
1. Johanna Larsson
2. Viktorija Golubic

1. Cvetana Pironkova
2. Misaki Doi

## Tabellone

### Legenda
| - Q = Qualificato - WC = Wild card - LL = Lucky loser | - ALT = Alternate - SE = Special Exempt - PR = Protected Ranking | - w/o = Walkover - r = Ritirato - d = Squalificato |

### Sezione 1
|  | Primo turno | Primo turno      | Primo turno      | Primo turno | Primo turno |  |  | Ultimo turno | Ultimo turno  | Ultimo turno | Ultimo turno | Ultimo turno |  |
|  |             |                  |                  |             |             |  |  |              |               |              |              |              |  |
|  | 1           | Misaki Doi       | 6                | 69          | 6           |  |  |              |               |              |              |              |  |
|  | WC          | Jessica Pegula   | 4                | 7           | 3           |  |  | 1            | Misaki Doi    | 6            | 65           | 4            |  |
|  | WC          | Varvara Flink    | Varvara Flink    | 6           | 6           |  |  | WC           | Varvara Flink | 0            | 7            | 6            |  |
|  | 22          | Çağla Büyükakçay | Çağla Büyükakçay | 4           | 1           |  |  |              |               |              |              |              |  |

### Sezione 2
|  | Primo turno | Primo turno       | Primo turno       | Primo turno | Primo turno |  |  | Ultimo turno | Ultimo turno      | Ultimo turno      | Ultimo turno | Ultimo turno |  |
|  |             |                   |                   |             |             |  |  |              |                   |                   |              |              |  |
|  | 2/WC        | Eugenie Bouchard  | Eugenie Bouchard  | 6           | 6           |  |  |              |                   |                   |              |              |  |
|  |             | Carina Witthöft   | Carina Witthöft   | 4           | 1           |  |  | 2/WC         | Eugenie Bouchard  | Eugenie Bouchard  | 6            | 6            |  |
|  |             | Lauren Davis      | Lauren Davis      | 2           | 4           |  |  | 21           | Viktorija Golubic | Viktorija Golubic | 4            | 2            |  |
|  | 21          | Viktorija Golubic | Viktorija Golubic | 6           | 6           |  |  |              |                   |                   |              |              |  |

### Sezione 3
|  | Primo turno | Primo turno     | Primo turno     | Primo turno | Primo turno |  |  | Ultimo turno | Ultimo turno   | Ultimo turno | Ultimo turno | Ultimo turno |  |
|  |             |                 |                 |             |             |  |  |              |                |              |              |              |  |
|  | 3           | Tímea Babos     | Tímea Babos     | 6           | 6           |  |  |              |                |              |              |              |  |
|  |             | Evgenija Rodina | Evgenija Rodina | 3           | 4           |  |  | 3            | Tímea Babos    | 7            | 5            | 6            |  |
|  | WC          | Jennifer Brady  | 6               | 3           | 7           |  |  | WC           | Jennifer Brady | 64           | 7            | 3            |  |
|  | 17          | Wang Qiang      | 3               | 6           | 64          |  |  |              |                |              |              |              |  |

### Sezione 4
|  | Primo turno | Primo turno       | Primo turno | Primo turno | Primo turno |  |  | Ultimo turno | Ultimo turno      | Ultimo turno      | Ultimo turno | Ultimo turno |  |
|  |             |                   |             |             |             |  |  |              |                   |                   |              |              |  |
|  | 4           | Annika Beck       | 6           | 4           | 6           |  |  |              |                   |                   |              |              |  |
|  |             | Lara Arruabarrena | 1           | 6           | 4           |  |  | 4            | Annika Beck       | Annika Beck       | 6            | 6            |  |
|  |             | Kateryna Kozlova  | 7           | 4           | 2           |  |  | 24           | Cvetana Pironkova | Cvetana Pironkova | 4            | 2            |  |
|  | 24          | Cvetana Pironkova | 6           | 6           | 6           |  |  |              |                   |                   |              |              |  |

### Sezione 5
|  | Primo turno | Primo turno      | Primo turno      | Primo turno | Primo turno |  |  | Ultimo turno | Ultimo turno     | Ultimo turno     | Ultimo turno | Ultimo turno |  |
|  |             |                  |                  |             |             |  |  |              |                  |                  |              |              |  |
|  | 5           | Dar'ja Gavrilova | Dar'ja Gavrilova | 6           | 6           |  |  |              |                  |                  |              |              |  |
|  |             | Mona Barthel     | Mona Barthel     | 0           | 4           |  |  | 5            | Dar'ja Gavrilova | Dar'ja Gavrilova | 6            | 6            |  |
|  |             | Naomi Ōsaka      | Naomi Ōsaka      | 6           | 6           |  |  |              | Naomi Ōsaka      | Naomi Ōsaka      | 4            | 2            |  |
|  | 16          | Julia Görges     | Julia Görges     | 4           | 4           |  |  |              |                  |                  |              |              |  |

### Sezione 6
|  | Primo turno | Primo turno       | Primo turno | Primo turno | Primo turno |  |  | Ultimo turno | Ultimo turno | Ultimo turno | Ultimo turno | Ultimo turno |  |
|  |             |                   |             |             |             |  |  |              |              |              |              |              |  |
|  | 6           | Jaroslava Švedova | 7           | 2           | 67          |  |  |              |              |              |              |              |  |
|  |             | Ana Konjuh        | 5           | 6           | 7           |  |  |              | Ana Konjuh   | 7            | 2            | 2            |  |
|  |             | Magda Linette     | 6           | 4           | 4           |  |  | 19           | Alison Riske | 6            | 6            | 6            |  |
|  | 19          | Alison Riske      | 1           | 6           | 6           |  |  |              |              |              |              |              |  |

### Sezione 7
|  | Primo turno | Primo turno     | Primo turno | Primo turno | Primo turno |  |  | Ultimo turno | Ultimo turno   | Ultimo turno | Ultimo turno | Ultimo turno |  |
|  |             |                 |             |             |             |  |  |              |                |              |              |              |  |
|  | 7           | Alizé Cornet    | 6           | 2           | 6           |  |  |              |                |              |              |              |  |
|  |             | Anett Kontaveit | 4           | 6           | 3           |  |  | 7            | Alizé Cornet   | 7            | 3            | 6            |  |
|  |             | Sorana Cîrstea  | 2           | 6           | 6           |  |  |              | Sorana Cîrstea | 5            | 6            | 1            |  |
|  | 23          | Nao Hibino      | 6           | 3           | 2           |  |  |              |                |              |              |              |  |

### Sezione 8
|  | Primo turno | Primo turno          | Primo turno       | Primo turno | Primo turno |  |  | Ultimo turno | Ultimo turno    | Ultimo turno    | Ultimo turno | Ultimo turno |  |
|  |             |                      |                   |             |             |  |  |              |                 |                 |              |              |  |
|  | 8           | Zhang Shuai          | Zhang Shuai       | 6           | 6           |  |  |              |                 |                 |              |              |  |
|  |             | Samantha Crawford    | Samantha Crawford | 3           | 1           |  |  | 8            | Zhang Shuai     | Zhang Shuai     | 6            | 6            |  |
|  |             | Aljaksandra Sasnovič | 7                 | 67          | 1           |  |  | 20           | Johanna Larsson | Johanna Larsson | 3            | 3            |  |
|  | 20          | Johanna Larsson      | 67                | 7           | 6           |  |  |              |                 |                 |              |              |  |

### Sezione 9
|  | Primo turno | Primo turno          | Primo turno          | Primo turno | Primo turno |  |  | Ultimo turno | Ultimo turno   | Ultimo turno   | Ultimo turno | Ultimo turno |  |
|  |             |                      |                      |             |             |  |  |              |                |                |              |              |  |
|  | 9           | Anastasija Sevastova | Anastasija Sevastova | 3           | 64          |  |  |              |                |                |              |              |  |
|  |             | Sabine Lisicki       | Sabine Lisicki       | 6           | 7           |  |  |              | Sabine Lisicki | Sabine Lisicki | 3            | 2            |  |
|  |             | Maria Sakkarī        | Maria Sakkarī        | 4           | 3           |  |  | 15           | Zheng Saisai   | Zheng Saisai   | 6            | 6            |  |
|  | 15          | Zheng Saisai         | Zheng Saisai         | 6           | 6           |  |  |              |                |                |              |              |  |

### Sezione 10
|  | Primo turno | Primo turno         | Primo turno         | Primo turno | Primo turno |  |  | Ultimo turno | Ultimo turno        | Ultimo turno | Ultimo turno | Ultimo turno |  |
|  |             |                     |                     |             |             |  |  |              |                     |              |              |              |  |
|  | 10          | Danka Kovinić       | 2                   | 6           | 4           |  |  |              |                     |              |              |              |  |
|  | WC          | Jamie Loeb          | 6                   | 1           | 6           |  |  | WC           | Jamie Loeb          | 6            | 3            | 2            |  |
|  | WC          | Sofia Kenin         | Sofia Kenin         | 1           | 2           |  |  | 14           | Kateryna Bondarenko | 3            | 6            | 6            |  |
|  | 14          | Kateryna Bondarenko | Kateryna Bondarenko | 6           | 6           |  |  |              |                     |              |              |              |  |

### Sezione 11
|  | Primo turno | Primo turno          | Primo turno          | Primo turno | Primo turno |  |  | Ultimo turno         | Ultimo turno         | Ultimo turno         | Ultimo turno | Ultimo turno |  |
|  |             |                      |                      |             |             |  |  |                      |                      |                      |              |              |  |
|  | 11          | Varvara Lepchenko    | Varvara Lepchenko    | 6           | 64          |  |  |                      |                      |                      |              |              |  |
|  |             | Donna Vekić          | Donna Vekić          | 7           | 7           |  |  | Donna Vekić          | Donna Vekić          | Donna Vekić          | 6            | 7            |  |
|  |             | Mariana Duque Mariño | Mariana Duque Mariño | 7           | 6           |  |  | Mariana Duque Mariño | Mariana Duque Mariño | Mariana Duque Mariño | 1            | 62           |  |
|  | 13          | Kirsten Flipkens     | Kirsten Flipkens     | 5           | 4           |  |  |                      |                      |                      |              |              |  |

### Sezione 12
|  | Primo turno | Primo turno      | Primo turno      | Primo turno | Primo turno |  |  | Ultimo turno | Ultimo turno | Ultimo turno | Ultimo turno | Ultimo turno |  |
|  |             |                  |                  |             |             |  |  |              |              |              |              |              |  |
|  | 12          | Monica Niculescu | Monica Niculescu | 6           | 3           |  |  |              |              |              |              |              |  |
|  |             | Kurumi Nara      | Kurumi Nara      | 7           | 6           |  |  |              | Kurumi Nara  | Kurumi Nara  | 6            | 7            |  |
|  | PR          | Karin Knapp      | 7                | 3           | 6           |  |  | PR           | Karin Knapp  | Karin Knapp  | 1            | 5            |  |
|  | 18          | Camila Giorgi    | 6(0)             | 6           | 4           |  |  |              |              |              |              |              |  |